# Cala di Forno
Cala di Forno è una nota spiaggia della Maremma Grossetana, nel tratto costiero del comune di Magliano in Toscana, racchiusa tra due promontori dei Monti dell'Uccellina.
La spiaggia si trova nel cuore del Parco naturale della Maremma ed è raggiungibile dopo un paio d'ore di cammino lungo i sentieri; l'ambiente risulta essere incontaminato, con la sabbia dorata fine che assume un colore tendente al bianco sotto il sole potente della primavera e dell'estate maremmana.
Il luogo è raggiungibile solo nel periodo compreso tra l'autunno e la primavera; nei mesi estivi vengono chiusi i sentieri che conducono alla spiaggia. Il motivo che giustifica tale chiusura è essenzialmente legato alla conservazione dell'ambiente: infatti, mentre da un lato si riduce il rischio di incendi durante i più aridi mesi estivi, si evita, dall'altro, che, nel periodo di alta stagione, il turismo di massa possa compromettere l'ecosistema di un'area, protetta appunto, caratterizzata da un elevato valore bio-naturalistico.
Tuttavia, il microclima ottimale può permettere piacevoli soste ed esposizioni al sole anche nel periodo invernale.
Per le sue peculiarità naturalistiche, Cala di Forno è stata utilizzata varie volte come location per produzioni cinematografiche: In viaggio con papà (1982) di Alberto Sordi, Non ci resta che piangere (1984) di Roberto Benigni e Massimo Troisi, Al lupo al lupo (1992) di Carlo Verdone, Viola bacia tutti (1997) di Giovanni Veronesi, L'amore ritrovato (2004) di Carlo Mazzacurati.